# Anton Francesco Grazzini

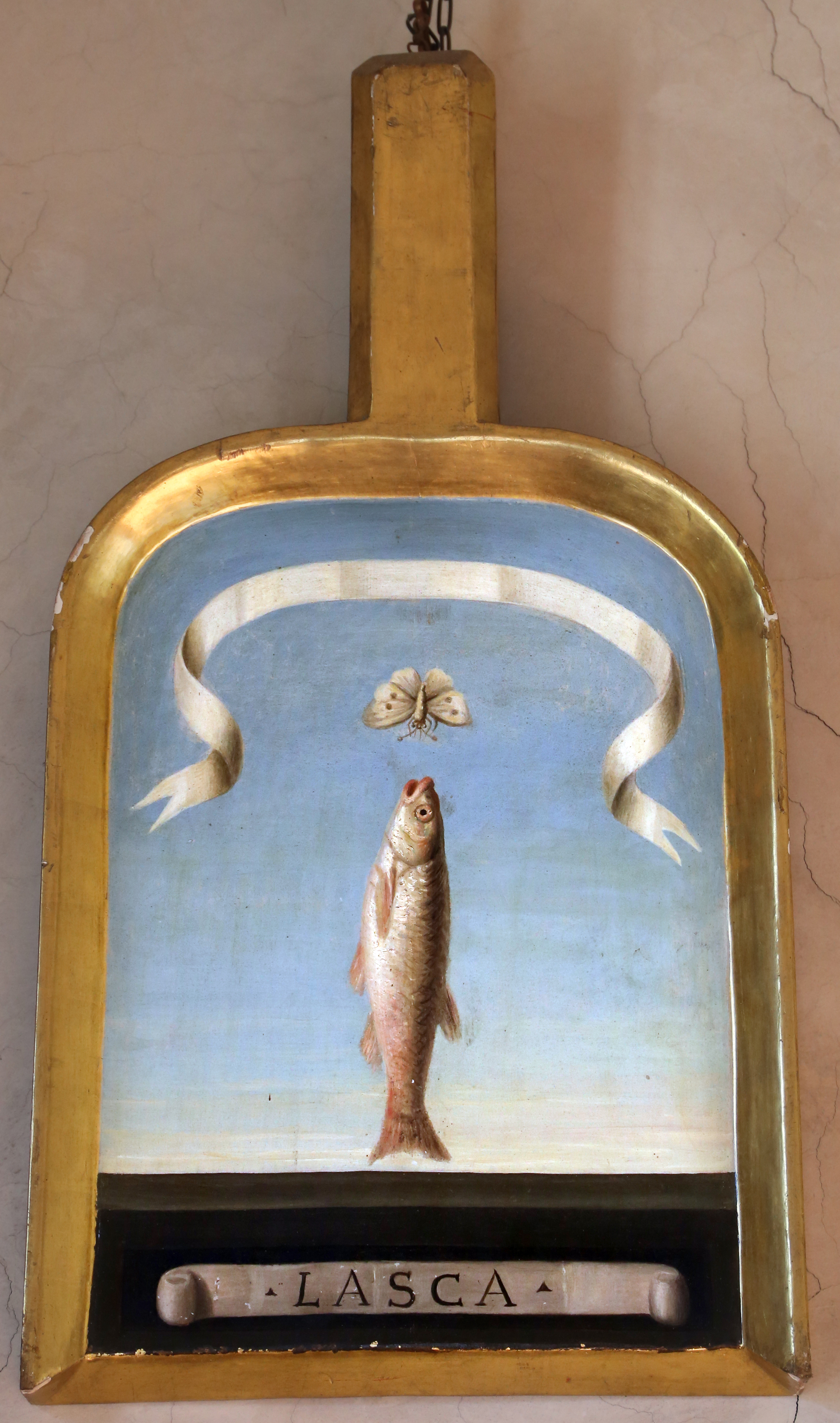
La pelle de Anton Francesco Grazzini (il Lasca) à l'Accademia della Crusca.

Anton Francesco Grazzini dit Lasca (né le 22 mars 1504 à Staggia Senese, frazione de Poggibonsi et mort le 18 février 1584  à Florence) est un écrivain, poète et auteur dramatique italien de la Renaissance.

## Biographie
Anton Francesco Grazzini est issu d'une famille de notaires florentins. Il commence par étudier la pharmacie et se consacre ensuite à la littérature avec suffisamment de succès pour fonder à 37 ans l'Accademia degli Umidi puis l'« Accademia della Crusca ». Il est d’abord élu chancelier de l'Accademia degli Umidi. En 1541, Cosme Ier transforme l'Académie des Umidi en Académie florentine des arts. Grazzini en est nommé provéditeur, dignité qui lui est conférée trois fois. Il écrit de nombreuses œuvres, des poésies, des poésies burlesques, des chants de carnaval et des comédies. À partir de 1542, il a publié ses œuvres sous le pseudonyme « Il Lasca » (le gardon) ou encore « Leuciscus ». Anton Francesco est exclu de l'Académie en 1547. En 1548, il édite entre autres les œuvres de Francesco Berni (v. 1498 - v. 1535), en 1552 les sonnets de Burchiello (mort en 1448) et en 1559, les chants de carnaval florentins. Dans le même temps il reprend et étoffe son recueil de nouvelles.
En 1566, Anton Francesco Grazzini a été réadmis à l'Accademia. Grazzini meurt à Florence en février 1583. Son ouvrage le plus connu est un recueil de nouvelles intitulé La prima e la seconda cena, Londres (Paris), 1756, in-8°. Cet ouvrage a été contrefait à Lucques et réimprimé à Livourne en 1793, 2 vol. in-8°, avec le portrait de l’auteur.  Nouvelles comiques ou tragiques sont au nombre de vingt et une ; dix-neuf autres ont été perdues : ses poésies, parmi lesquelles il y a un grand nombre de capitoli ou pièces satiriques, de sonnets, etc., ont été recueillies en deux volumes in-8°, Florence, 1741-1742. Ce recueil est précédé de la vie de l’auteur par Antonio Maria Biscioni.  

## Œuvres
- Le Religieux (Il Frate), farce jouée en 1541
- La Jalousie (La Gelosia), comédie, 1551
- La Possédée (La Spiritata), comédie, 1560

Publication en 1582 à Venise (comédies)
- Les Mariages (I Parentadi)
- La Bigote (La Pinzochera)
- La Sorcière (La Strega)
- La Sibylle (La Sibilla)
- Le Stratagème (L'Arzigogolo)

Recueil de nouvelles
- les Cènes (v. 1540)

Autres
- La Nanea (1566), Florence
- La guerra dei mostri (1584)
- Commedie sel in prosa
- L'arzigogolo (1750)